# Euchaeta spinosa
Euchaeta spinosa är en kräftdjursart som beskrevs av Giesbrecht 1892. Euchaeta spinosa ingår i släktet Euchaeta och familjen Euchaetidae. Inga underarter finns listade i Catalogue of Life.